# Milcíades Arévalo
Milcíades Arévalo es un periodista cultural colombiano, dramaturgo y escritor de novelas y relatos, nacido en Chía (Cundinamarca) en 1943.

## Actividad cultural
Durante su vida, Milcíades Arévalo se ha movido en los más diversos territorios de la cultura como fotógrafo, vendedor de libros, publicista, jurado en concursos de cuento y poesía, conferencista de literatura colombiana, editor de libros, corrector de estilo y participante en docenas de encuentros intelectuales; pero su labor más destacada la ha realizado como periodista cultural y escritor. 
En 1972 fundó la revista Puesto de Combate que ha publicado y dirigido desde entonces. De este periodista dice el escritor colombiano Marcos Fabián Herrera: «El olfato de su magín editorial le permitió advertir el inconmensurable caudal poético de Raúl Gómez Jattin». De no ser por la labor cultural de Milcíades Arévalo, es probable que el talento del poeta colombiano Gómez Jattin, permaneciera desconocido para el mundo de las letras o hubiera demorado muchos años en reconocerse.
Según Johanna Marcela Rozo, poeta y periodista colombiana, Milcíades Arévalo no pertenece a ninguna generación; sus textos «están cargados de realidad y fantasía, de historias de vida mezcladas con viajes de marinero. El amor se manifiesta en su obra de una manera cruel, tomando la soledad de los seres humanos que nos impide acercarnos al otro». Para Milcíades, dice la periodista, citando un párrafo de Cenizas en la ducha, “todos los hombres son poetas alguna vez en la vida, pero los verdaderos poetas son irrepetibles”.

## Obras publicadas
Milcíades Arévalo es autor de las siguientes obras:
"La sed de los huyentes" (1985). Bogotá: Editorial La Oveja Negra. 64 pp.
El oficio de la Adoración. Bucaramanga, Colombia: Editorial UNAB. 1988.
Inventario de Invierno (Cuentos juveniles, 1995)
Cenizas en la Ducha. Medellín, Colombia: Editorial Universidad de Antioquia. 2001.

## Premios literarios
Milcíades Arévalo ha alcanzado las siguientes distinciones
Primer premio en el Concurso de cuentos Gobernación del Quindío (1983)
Primer premio en el Concurso de cuento Testimonio (1986)
Segundo premio en el Concurso de novela Ciudad de Pereira (1985)
Segundo premio en el Concurso de novela Ciudad de Pereira (1991)